# Wiosna 1905
Wiosna roku 1905 – obraz olejny na płótnie polskiego malarza Stanisława Masłowskiego sygnowany 1906, znajdujący się (2022) w zbiorach Muzeum Narodowego w Warszawie – Dział: Zbiory Sztuki Polskiej do 1914 roku (numer identyfikacyjny: MP 2152 MNW).

## Opis
Jest to obraz olejny na płótnie polskiego malarza Stanisława Masłowskiego o wymiarach 121x170,5 cm sygnowany: ST.MASŁOWSKI/WARSZAWA/ 1906 przedstawiający patrol konny Kozaków w służbie carskiej eskortujący dwóch aresztowanych mężczyzn w Alejach Ujazdowskich w Warszawie.
Obraz ten – związany z wydarzeniami Rewolucji 1905 roku – występował pod różnymi nazwami: początkowo jako „Patrol Kozaków”, później, kiedy policja szykanująca obraz zabroniła używania tego tytułu, występował jako „Świt 1906”, lub „Wiosna 1905”. Bliższe wyjaśnienie tej sytuacji zawiera fragment listu jego autora do Fryderyka Dolmana w Londynie (przekł. pol.): „Ten obraz posiadający przedtem tytuł Patrol Kozaków, nazywa się obecnie Świt 1906, policja bowiem zażądała skasowania poprzedniego tytułu”
Zwraca uwagę szczegółowe, realistyczne potraktowanie, na obrazie, zarówno dwu aresztowanych, eskortowanych mężczyzn, czterech eskortujących ich Kozaków w służbie carskiej, koni, zmoczonej deszczem jezdni i chodnika, jak i jasnej, wiosennej zieleni drzew, zza których widoczne są fragmenty architektury któregoś z położonych tam – należących zapewne do jakiejś arystokratycznej rodziny – pałacyków. Równie realistycznie – niemal dokumentalnie potraktowane jest najbliższe otoczenie pałacyku: fragmenty ogrodzenia, latarnia (zapewne gazowa), rzeźba wśród kwitnących krzewów i figura ludzka na chodniku.
Patrząc na ten realistyczny obraz można między innymi dowiedzieć się, że – gdy był malowany – Alejami Ujazdowskimi przebiegała linia tramwajowa, wówczas jeszcze nie zelektryfikowana (tramwaj konny), na obrazie bowiem odmalowano po lewej torowisko i szyny, ale nie zaznaczono trakcji elektrycznej (słupów, przewodów zasilających).

## Uzupełniające informacje
Syn artysty w swym opracowaniu poświęconym ojcu podawał (1957), że obraz „Świt 1906”, określany także jako „Wiosna 1905” (lub „1906”), malował Masłowski wiosną i latem 1906 roku w swej pracowni przy Mokotowskiej 37 m. 18 i że wykonał jego dwie repliki. Początkowa wersja należąca do kolekcji Bohdana Wydżgi później znalazła się w zbiorach Muzeum Narodowego w Warszawie. Obraz w różnych latach był wielokrotnie reprodukowany – między innymi w „Albumie sztuki polskiej i obcej”, wyd. „Świat” (reprod. barwna), w Tygodniku Ilustrowanym, 1907, półr.I, s. 295, w edycji „5 wieków malarstwa polskiego”, Warszawa, 1952, PIW, tabl.142, i omawiany – między innymi przez W. Wankiego w artykule „Z wystaw warszawskich”, „Świat”, 1907, półr.I, s. 15, Henryka Piątkowskiego w artykule pt. „Kronika malarska. Obrazy S.Masłowskiego w salonie Kulikowskiego”, „Tygodnik Illustrowany”, 1907, półr.I, ss.331-332

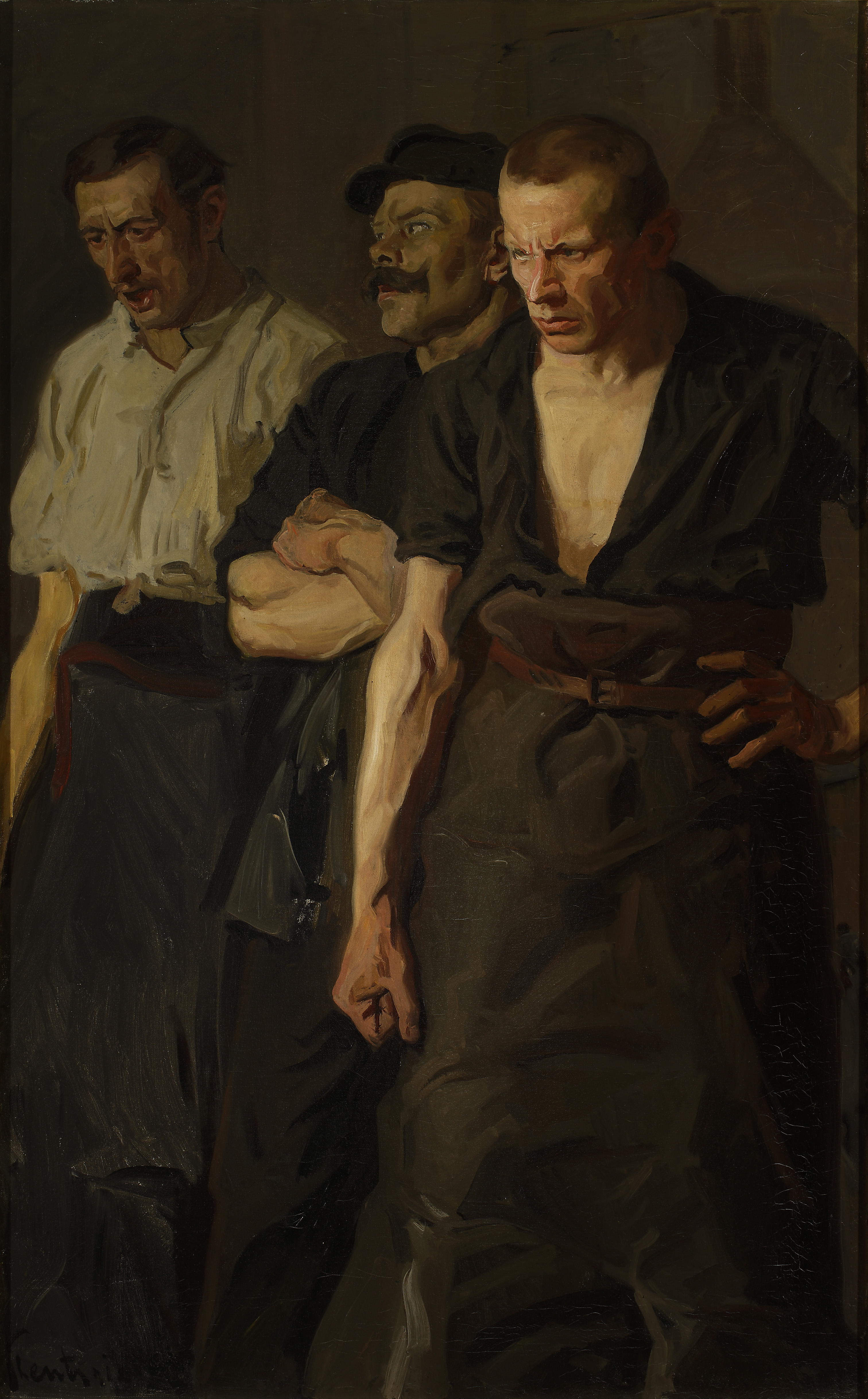
„Strajk” – obraz Stanisława Lentza, 1910

Z obrazem „Świt” kojarzą się ambiwalentne określenia: „postępowy” i „wsteczny”, gdyż – według syna artysty – był „lewy” politycznie, a był zarazem „najbardziej prawy wsteczny malarsko, był krokiem w tył w stosunku do ostatnich prób i poszukiwań artysty. Grupa konna Kozaków eskortująca aresztowanych była potraktowana z ostrym realizmem, na tle impresjonistycznego przepojonego światłem i kolorem porannego krajobrazu. Obraz miał duże powodzenie. Z miejsca był reprodukowany barwnie w wydawnictwie Świata – „Albumie sztuki polskiej i obcej”. Replikowany był przez malarza na zamówienie jeszcze dwukrotnie.” [...]
Tadeusz Dobrowolski pisał (1960) na temat tego obrazu: „W 1906 r. wykonał artysta wyjątkowy w jego spuściźnie artystycznej obraz olejny, określany tytułem Wiosna 1905 roku (ryc.105), związany z rewolucją w tymże roku. W latach dziewięćsetnych tworzył jednak artysta, jak dotychczas, liczne akwarelowe krajobrazy o charakterystycznych dla siebie motywach, związanych głównie z Mazowszem”. Zaś w innym miejscu ten sam autor porównywał omawiany obraz Masłowskiego z obrazem Strajk Lentza pisząc: (1960): „Obraz Masłowskiego Wiosna roku 1905, ukazujący kontrast słonecznej pory roku i świeżej zieleni drzew z tragizmem ludzkiego losu, należy obok Strajku Lentza do najbardziej wymownych przedstawień związanych z rewolucją. Opracowany pobieżnie nie jest jednak wolny od usterek osłabiających jego ekspresję (ryc.105). Przewyższa go wspomniany „Strajk” charakteryzujący wnikliwie typy robotników, pełen mocnego nawet brutalnego patosu, malowany przy tym energicznie i śmiało, dzięki czemu osiągnął efekt przekonywającej syntezy.” [...]

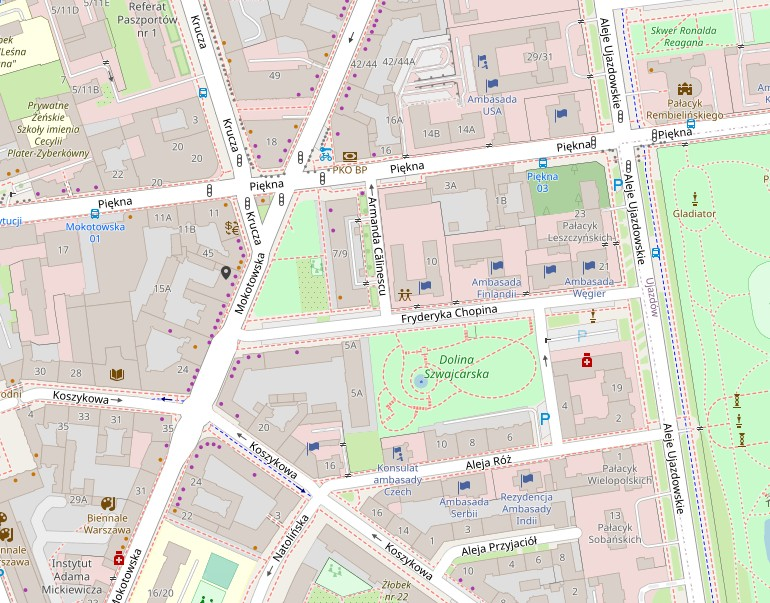
Plan sytuacyjny położenia pracowni Masłowskiego w 1906 przy Mokotowskiej 37 m. 18 w Warszawie, w pobliżu Alei Ujazdowskich

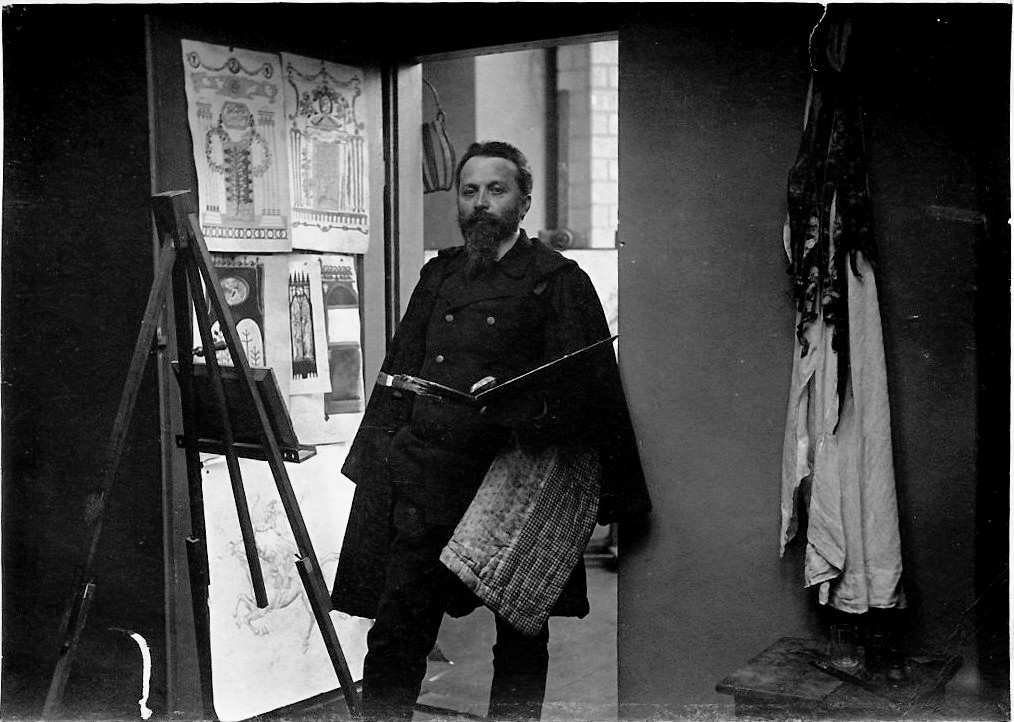
Stanisław Masłowski w swej pracowni przy ulicy Mokotowskiej w Warszawie, około roku 1900

Porównując oba obrazy, łatwo spostrzec, że Strajk Lentza (1910) – ilustracja obok – był malowany z wyobraźni, adresowany do emocji widza-odbiorcy i przypomina ekspresjonistyczny plakat agitacyjny, podczas, gdy Wiosna to obraz oparty na własnych wielokrotnie powtarzających się realistycznych obserwacjach i pobudzający do szeroko pojmowanych refleksji. Pracownia artysty była bowiem położona przy ulicy Mokotowskiej 37 m. 18, to jest w bardzo bliskim sąsiedztwie miejsca akcji ukazanej na obrazie (w Alejach Ujazdowskich). Potwierdza to zachowana korespondencja artysty z jego żoną, a mianowicie list do niej z Warszawy, datowany „14 VII 1906”, w którym pisał: „Dzisiaj rano około 5 przez otwarte okno słyszę strzały, zrywam się i widzę naprzeciw zbiegowisko żołnierzy uzbrojonych, wpadli w bramę goniąc kogoś, na ulicy pusto, kilku stróżów w negliżach; nareszcie po kwadransie hałasów w owej bramie, wypada paru żołnierzy wołając do innych: „pajmali”. Tych żołnierzy było 9, wyprowadzili jakiegoś młodzieńca bez czapki, w kurtce i w moich oczach bijąc go niemiłosiernie kolbami i pięściami wiedli tak do cyrkułu. Czy go doprowadzili żywego nie wiem. Za każdym uderzeniem odchylał głowę biedną w przeciwną stronę, krzycząc: O Jezu” [...]
Warto dodać, że omawiany obraz stał się inspiracją dla piosenki Jacka Kaczmarskiego (1980) zaczynającej się od słów: „Wiosenny dzień – zapach lip. Po deszczu ulica lśni. Stuk podków i siodeł skrzyp.[...]” – https://www.kaczmarski.art.pl/tworczosc/wiersze/wiosna-1905, https://www.youtube.com/watch?v=WozUE6r8X0I

## Literatura
- https://cyfrowe.mnw.art.pl/pl/katalog/508271 (dostęp: sob, 23 lip 2022, 22:51:07)
- Tadeusz Dobrowolski: Nowoczesne malarstwo polskie, t. II, Wrocław – Kraków, 1960, wyd. Zakład Narodowy im. Ossolińskich – Wydawnictwo
- Stanisław Masłowski – Materiały do życiorysu i twórczości, opracował: Maciej Masłowski, Ossolineum, Wrocław 1957